# Jet (band)

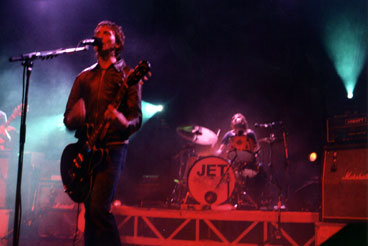
Jet in 2004

Jet is een Australische rockband afkomstig uit Melbourne.
Ze zijn naar eigen zeggen een Rock-'n-roll-band. Hun muziek kent duidelijk invloeden van oude rockbands uit de jaren zestig en zeventig, zoals AC/DC, T-Rex, The Sweet, The Kinks en The Rolling Stones. Ook zijn er in hun muziek duidelijke Oasis-invloeden te horen. Toch geven zij een heel eigen draai aan deze muziek, zodat het toch weer met huidige tijd mee kan. Hun debuutalbum Get Born wordt omschreven als zeer gevarieerd.
Internationaal zijn zij vooral bekend geworden met het nummer Are You Gonna Be My Girl, dat in verscheidene reclames zat (onder andere in een voor Vodafone). Dit nummer stond op hun debuutalbum Get Born, waarvan ook de tracks Rollover DJ, Look What You've Done, Cold Hard Bitch en Get Me Outta Here op single verschenen.
Jets tweede album, Shine On, is uitgekomen op 3 oktober 2006. De derde single hiervan, Put Your Money Where Your Mouth Is, werd op 18 september uitgebracht en was op 7 augustus voor het eerst op de Amerikaanse radiozenders te horen. Op 1 maart 2007 trad Jet op in Paradiso.
Shaka Rock, het derde album is uitgebracht op 24 augustus 2009. Eerder waren er fragmenten van het album te beluisteren op de officiële website van de band. Zo was het nummer K.I.A. (Killed In Action) vanaf april 2009 al beschikbaar gesteld. De eerste single van de band genaamd She's A Genius werd uitgebracht op 19 juni 2009.

## Bandleden
- Nic Cester - zang, gitaar
- Chris Cester - drums, zang
- Cameron Muncey - gitaar, zang
- Mark Wilson - basgitaar

Voor liveoptredens:
- Steve Hesketh - piano

## Discografie

### Albums
- 2003 - Get Born
- 2006 - Shine On
- 2009 - Shaka Rock

### Compilaties
- 2004 - Rare Tracks

### Ep's
- 2003 - Dirty Sweet EP
- 2006 - Shine On EP